# CLOSE FRIEND
『CLOSE FRIEND』（クロースフレンド）は、歌劇★ビジューが上演したミュージカル作品。2011年4月22日～4月24日に東京中野テアトルBONBONで上演された。
dr Xstream project 第1弾として、歌劇★ビジュー初の東京公演。那月峻と友麻亜里が出演した実力派男役2人芝居。

## スタッフ
- 作・演出：敬天
- 音楽 : 成田真樹
- 衣裳 : Kiyomi's
- 振付 : 中野栄里子
- プロデューサー : 冨田裕子（ドッグライツ）
- 主催 : ドッグライツ

## 主な配役
- 奴：那月峻
- カブ：友麻亜里